# Maria Helena Dias
Maria Helena Dias (São Paulo, 13 de setembro de 1931 — Rio de Janeiro, 1 de agosto de 2023) foi uma atriz brasileira. Trabalhou nas principais emissoras, incluindo TV Globo, RecordTV e as extintas TV Tupi, TV Excelsior, TV Rio e Rede Manchete, se destacando em novelas como Banzo, Água Viva,  Plumas e Paetês, Elas por Elas, Ciranda de Pedra, Tieta e Rainha da Sucata.

## Biografia
A atriz nasceu na capital paulista, em 13 de setembro de 1934. Aos 19 anos a atriz estreou na televisão aturando em teleteatros da TV Tupi. Começa a fazer telenovelas em 1964, atuando em Renúncia da Rede Record.
Em 1975, foi convidada por Lauro César Muniz para participar, com grande sucesso, da novela Escalada. Desde então participou de diversas novelas na Rede Globo.
Em 1979 interpreta Filomena Baldaracci em Pai Herói, atuando ao lado de Jonas Bloch. Em 1980 esteve presente no elenco de Água Viva, na trama ela deu vida à personagem Clara, a assistente social do orfanato que vivia Maria Helena (vivida por Isabela Garcia).
Em 1980 interpreta sua primeira vilã, a ex-modelo ousada Luísa, na novela Plumas e Paetês. No ano seguinte interpreta a médica Lígia em Ciranda de Pedra, na trama ela era dona de uma clínica de neurologia onde o personagem Daniel (Armando Bógus) trabalha, os dois estudaram juntos e foram quase noivos, após a separação Lígia sofre por ainda amar Daniel. 
Em 1982 faz parte do grupo de sete amigas protagonistas da novela de grande sucesso Elas por Elas, na trama deu vida a trabalhadora Carmem. Acumulou na emissora outros trabalhos memoráveis, entre eles a enticante Olívia em Champagne, a simpática Magda em Um Sonho a Mais, a prostituta Zuleika Cinderela em Tieta, a amarga Samira em Rainha da Sucata e a costureira Julia em Fera Ferida.
Em 1996, após ter participado de Anjo de Mim, a atriz abandonou a emissora (Rede Globo), dando uma pausa na sua carreira. Voltou após 10 anos, em 2006, participando da novela das sete Cobras & Lagartos. Em seguida fez uma participação especial no seriado Carga Pesada, em 2007.

## Morte
Maria Helena faleceu no dia 1.º de agosto de 2023. A ex-atriz estava internada desde o dia 24 de julho, após passar mal em sua residência. Ela foi acometida por uma broncopneumonia e uma trombose na perna. A atriz foi submetida a uma angioplastia, e devido à saúde frágil, não resistiu ao procedimento. A causa da morte foi de infarto e pneumonia. O corpo da atriz foi velado e cremado na quinta-feira (5) no Cemitério do Araçá, na Zona Oeste da capital Paulista. O anúncio ao público só ocorreu três dias depois ao site Memórias Cinematográficas.

## Filmografia

### Televisão
| Ano  | Título                 | Personagem                     | Notas                                 |
| ---- | ---------------------- | ------------------------------ | ------------------------------------- |
| 1952 | Grande Teatro Tupi     | —                              | Episódio: "Manequim"                  |
| 1956 | Grande Teatro Tupi     | —                              | Episódio: "As Pequenas Raposas"       |
| 1956 | Grande Teatro Tupi     | —                              | Episódio: "Mensagem Sem Rumo"         |
| 1956 | Grande Teatro Tupi     | —                              | Episódio: "A Ilha das Cabras"         |
| 1957 | Grande Teatro Tupi     | —                              | Episódio: "A Viuvinha"                |
| 1957 | Grande Teatro Tupi     | —                              | Episódio: "Trágico Amanhecer"         |
| 1957 | Grande Teatro Tupi     | —                              | Episódio: "Esta Noite é Nossa"        |
| 1958 | Grande Teatro Tupi     | —                              | Episódio: "Bom Dia, Tristeza"         |
| 1958 | Grande Teatro Tupi     | —                              | Episódio: "O Homem do Estojo"         |
| 1958 | Grande Teatro Tupi     | —                              | Episódio: "O Céu Está à Venda"        |
| 1958 | Grande Teatro Tupi     | —                              | Episódio: "Peleas e Melisande"        |
| 1959 | Grande Teatro Tupi     | —                              | Episódio: "Com o Diabo no Corpo "     |
| 1960 | Grande Teatro Tupi     | —                              | Episódio: "Volta, Mocidade!"          |
| 1960 | TV de Vanguarda        | —                              | Episódio: "Os Três Desconhecidos"     |
| 1964 | Renúncia               | Rosa                           |                                       |
| 1964 | Banzo                  | Maria Cândida Rosado (Candida) |                                       |
| 1965 | Onde nasce a ilusão    | Suzana                         |                                       |
| 1965 | Em Busca da Felicidade | Alice                          |                                       |
| 1967 | Paixão Proibida        | Cassandra                      |                                       |
| 1968 | O Décimo Mandamento    | Henriqueta                     |                                       |
| 1968 | A Grande Mentira       | Palmira Damasceno              |                                       |
| 1969 | A Ponte dos Suspiros   | Joana                          |                                       |
| 1971 | O Preço de um Homem    | Marisa                         |                                       |
| 1975 | Escalada               | Odete                          |                                       |
| 1977 | Um Sol Maior           | Nilza Vasconcelos (Nilzinha)   |                                       |
| 1978 | Ciranda Cirandinha     | Mãe de Tavito                  | Episódio: "Porque Hoje é Sábado"      |
| 1979 | Pai Herói              | Filomena Baldaracci (Filhinha) |                                       |
| 1980 | Água Viva              | Clara                          |                                       |
| 1980 | Plumas & Paetês        | Luísa Salgado                  |                                       |
| 1981 | Ciranda de Pedra       | Lígia                          |                                       |
| 1982 | Elas por Elas          | Carmem Ferreira de Sousa       |                                       |
| 1983 | Champagne              | Olívia                         |                                       |
| 1983 | Mário Fofoca           | Madame Geni                    | Episódio: "Nem Tudo Que Sobre Desce"  |
| 1984 | Caso Verdade           | Dirce                          | Episódio: "Renascer"                  |
| 1984 | Caso Verdade           | Íris                           | Episódio: "Um Homem Chamado Encrenca" |
| 1985 | Um Sonho a Mais        | Magda                          |                                       |
| 1987 | Mania de Querer        | Débora                         |                                       |
| 1989 | Tieta                  | Zuleica Cinderela              |                                       |
| 1990 | Delegacia de Mulheres  | Rita                           | Episódio: "Justiça seja Feita"        |
| 1990 | Rainha da Sucata       | Samira Zaída                   |                                       |
| 1991 | Floradas na Serra      | Sofia                          |                                       |
| 1991 | Ilha das Bruxas        | Aquilina                       |                                       |
| 1991 | O Fantasma da Ópera    | Noêmia Ribeiro                 |                                       |
| 1993 | Você Decide            | —                              | Episódio: "Máscara Negra"             |
| 1993 | Fera Ferida            | Júlia                          |                                       |
| 1995 | A Próxima Vítima       | Leontina Mestieri              |                                       |
| 1995 | História de Amor       | Amiga de Zuleika               | Participação                          |
| 1996 | A Vida como Ela É...   | Mãe de Moema                   | Episódio: "O Fruto do Amor"           |
| 1996 | Cara e Coroa           | Constância                     | Participação                          |
| 1996 | Anjo de Mim            | Guiomar                        |                                       |
| 2006 | Cobras & Lagartos      | Bernadete Montini              | Participação especial                 |
| 2007 | Carga Pesada           | Gina                           | Episódio: "O Milagre"                 |

### No cinema
| Ano  | Título                                       | Personagem      |
| ---- | -------------------------------------------- | --------------- |
| 1958 | Macumba na Alta                              | Amiga de Sílvio |
| 1958 | O Cantor e o Milionário                      | Vamp            |
| 1958 | Chofer de Praça                              | Namorada Rica   |
| 1960 | Zé do Periquito                              | Olinda          |
| 1964 | Asfalto Selvagem                             | Letícia         |
| 1964 | Esse Mundo É Meu                             | —               |
| 1966 | The Gentle Rain                              | Gloria          |
| 1968 | Vidas Estranhas                              | Flora           |
| 1971 | O Pecado de Marta                            | —               |
| 1975 | O Super Manso                                | Zulmira         |
| 1985 | Além da Paixão                               | —               |
| 1985 | Corpo Livre                                  | Zélia           |
| 1988 | Os Heróis Trapalhões - Uma Aventura na Selva | Mãe dos Dominó  |

## Teatro
- 1950 - Os Miseráveis[13]
- 1956 - Casa de Chá do Luar de Agosto
- 1956 - Nossa Vida com Papai
- 1958 - O Mártir de Gólgota
- 1958 - Rua São Luís, 27 - 8º Andar
- 1963 - Desde os Tempos de Eva
- 1963 - Tiro e Queda
- 1964 - Círculo de Champanhe
- 1965 - Os Ossos do Barão
- 1966 - As Inocentes do Leblon
- 1970 - Boeing-Boeing
- 1970 - Hair
- 1970 - A preguiça
- 1971/1972 - Um Violinista no Telhado
- 1972/1973 - O Peru
- 1980/1981 - Os Polícias
- 1987 - Filhos do Silêncio
- 2000/2001 -  Tango, Bolero e Cha-Cha-Cha[13]